# Psephoderma
Psephoderma (piel de guijarros) es un género de Placodonte que era muy similar a sus familiares Placochelys y Cyamodus. Psephoderma había tenido un aplanado del cráneo y un estrecho y recto tribuna. Dentro de este cráneo, incrustado en la mandíbula, fueron detenidos los dientes especializados para moler el marisco que comió. A diferencia de la mayoría de placodontes, el Psephoderma tenía un caparazón que se dividió en dos partes, una sobre los hombros y la espalda, otro en la parte trasera. El Psephoderma podía crecer hasta 200 cm de largo y vivió a finales del Triásico, hace unos 210 millones de años. Fue uno de los últimos Placodontes que existió.
- Datos: Q2129871
- Multimedia: Psephoderma / Q2129871